# Zhang Leping
Zhang Leping (chinesisch 張樂平 / 张乐平, Pinyin Zhāng Lèpíng; * 10. November 1910 in Kreis Haiyan der Stadt Jiaxing, Zhejiang; † 27. September 1992, Shanghai) war ein chinesischer Karikaturist.
1935 schuf Zhang die Figur Sanmao (三毛 – „Dreihaar“), ein Waisenkind im Shanghai der 1930er und der frühen 1940er Jahre. Mit dieser Karikaturenserie wollte er aufzeigen, wie sehr Kinder unter dem Zweiten Japanisch-Chinesischen Krieg zu leiden hatten. Die Figur wurde sehr populär und ist noch heute in China sehr bekannt. Es entstanden mehrere Filme und Fernsehserien mit Sanmao. Andere Manhuas Zhangs (wie Mr. Wang und Miss Bee) konnten nicht an Sanmaos Popularität heranreichen. Zhang schuf zwischen 1935 und 1937 über 200 Karikaturen mit Sanmao, der Krieg zwang ihn dann allerdings die Arbeit an diesen Karikaturen zu unterbrechen, erst 1946 konnte er wieder weitere Werke mit der Figur zeichnen. Insgesamt entstanden 261 Sanmao-Karikaturen unter seiner Feder.
Ebenfalls Mitte der 1930er Jahre begann Zhang, wie etwa auch Ye Qianyu und Feng Zikai, anti-japanische Karikaturen zu schaffen.
In den 1950er Jahren arbeitete Zhang für das Shanghai People’s Fine Arts Publishing House, das Shanghai Youth and Children’s Publishing House und die in Shanghai ansässige Tageszeitung Jiefang Ribao (解放日報 – „Tageszeitung der Befreiung“).
Der Hongkonger Schauspieler Hung Kam-Po, im Westen meist als Sammo Hung bekannt, dessen ursprünglichen Spitznamen „Sammo“ (三毛,  Sānmáo, Jyutping Saam1mou4, kantonesisch Sammo – „Dreihaar“) ist identisch mit dem Namen der Figur „Sanmao“ von Zhang Leping.